# Alexandr Nikolajevič Preobraženskij
Svatý Alexandr Nikolajevič Preobraženskij (1861 – září 1918, Usolje) byl ruský protojerej ruské pravoslavné církve a mučedník.

## Život
Narodil se roku 1861 v rodině kněze.
Roku 1882 dokončil studium na Permském duchovním semináři a stal se vesnickým učitelem.
Dne 2. března 1885 byl rukopoložen na jereje a byl přidělen do chrámu Svaté Trojice v Poževském zavodu v Solikamském ujezdu Permské gubernie. Zde se stal také učitelem Zákona Božího na mužském učilišti.
Roku 1894 byl jmenován ředitelem Usť-Poževské školy a členem rady blahočiní. Roku 1898 se stal ředitelem Gorodiščenské školy.
Roku 1906 mu bylo uděleno právo nosit náprsní kříž.
Roku 1916 byl jmenován učitelem Zákona Božího vyššího základního učiliště. O rok později se stal blagočinným 2. Solikamského okruhu a byl povýšen na protojereje.
V září 1918 byl zastřelen bolševiky ve vesnici Usolje Solikamského ujezdu. Kněz podle očitých svědků umíral s vroucnou modlitbou a v ruce držel kříž.

## Kanonizace
Dne 20. srpna 2000 jej Ruská pravoslavná církev svatořečila jako mučedníka a byl zařazen mezi Sbor všech novomučedníků a vyznavačů ruských.
Jeho svátek je připomínán 20. června (7. června – juliánský kalendář).